# Julien (canción)
«Julien» es una canción de la cantante canadiense Carly Rae Jepsen. Fue lanzada como tercer sencillo de su cuarto álbum de estudio Dedicated el 19 de abril de 2019 por 604 Records, School Boy Records e Interscope Records. Fue escrita por Jepsen, Benjamin Ruttner, Jared Manierka, Kyle Shearer y Nathaniel Cypher.

## Composición
«Julien» fue escrita en Maderas Village, Nicaragua en agosto de 2016.

## Promoción
Jepsen publicó una línea de la canción y anunció su fecha de lanzamiento en las redes sociales el 16 de abril de 2019. Se publicó junto con la pre-orden para Dedicated el 19 de abril de 2019.